# Saalow
Saalow è una frazione del comune tedesco di Am Mellensee, nel Land del Brandeburgo.

## Storia
Il 24 marzo 2003 il comune di Saalow venne aggregato al comune di Am Mellensee.